# Ptisana salicina
Ptisana salicina är en kärlväxtart som först beskrevs av James Edward Smith, och fick sitt nu gällande namn av Murdock. Ptisana salicina ingår i släktet Ptisana och familjen Marattiaceae. Utöver nominatformen finns också underarten P. s. howeana.

## Bildgalleri

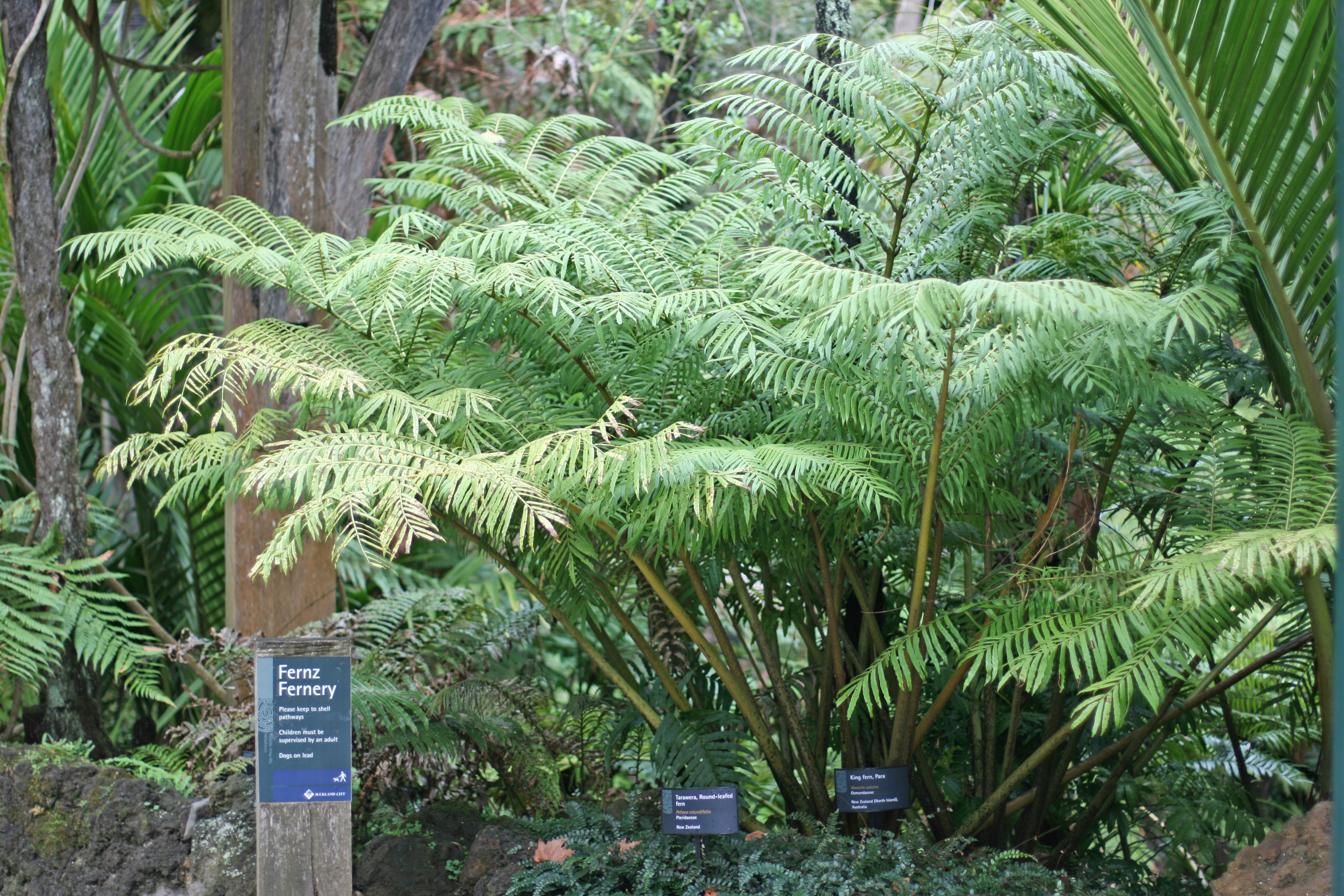
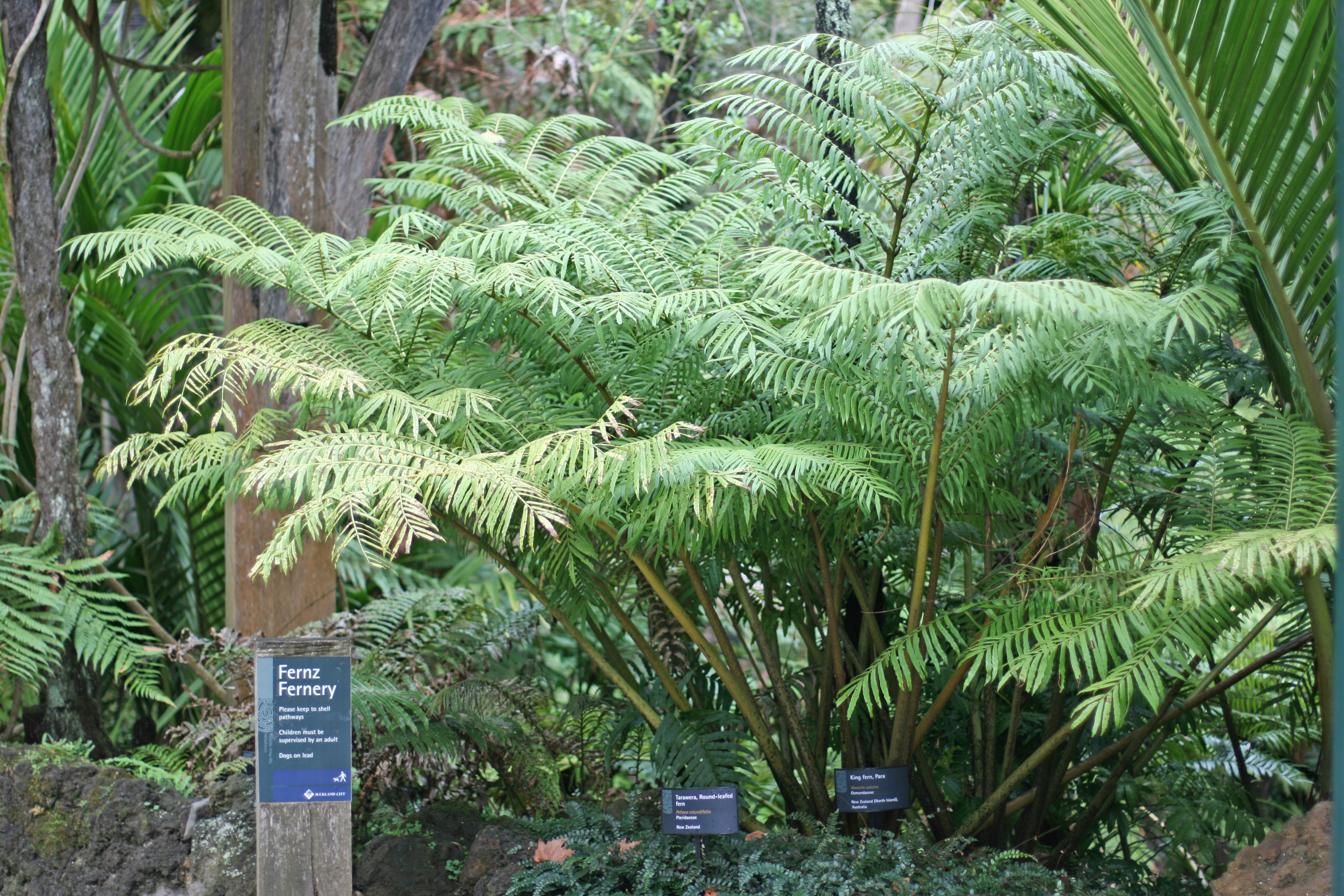